# واماندگی در پروانه پسرو
|                                    |                                     |
| جهت پروانهٔ پسرو در بالگرد آمریکایی | جهت پروانهٔ پیشرو در بالگرد آمریکایی |

واماندگی در پروانهٔ پسرو یک شرایط خطرناک در پرواز با بالگرد و دیگر هواگردهای دارای پروانه (ملخ) است. در این شرایط، پروانهٔ واماندهٔ پسرو دارای زاویه حملهٔ درحال افزایش است ولی سرعت نسبی کمتری نسبت به آن زاویه دارد که موجب بروز واماندگی و از دست رفتن نیروی برآر می‌گردد. واماندگی ملخ پسرو مهمترین فاکتوری‌ست که موجب می‌شود بالگردها نتوانند از محدودهٔ سرعت وی سریعتر پرواز کنند.
در هنگام پرواز بالگرد، تیغهٔ پیشرو سرعت بیشتری نسبت به هوای روبرو دارد؛ بنابراین نیروی برآر بیشتری فراهم می‌کند و تیغه در هنگام پسروی نیروی برآر کمتری تولید می‌کند که موجب می‌شود یک شرایط بدون بالانس و نامتعادل برای بالگرد ایجاد شود.
در یک هواگرد پروانه‌دار (ملخی)، به پروانه‌ای که در راستای مسیر گردش موتور با سرعتی بیش از سرعت گردش موتور بگردد را پروانهٔ پیشرو می‌نامند که اگر پروانه نسبت به موتور کم‌کار باشد، پروانه پسرو نامیده می‌شود. البته باید توجه داشت که پروانه بالگردهای آمریکایی در جهت خلاف عقربه‌های ساعت می‌گردند ولی پروانهٔ بالگردهای فرانسوی و روسی در جهت موافق با عقربه‌های ساعت می‌گردند.
بالانس بودن نیروی برابر در پروانه اصلی، برای پایداری بالگرد ضروری است. نیروی برآر که به وسیلهٔ هوابُر ایجاد می‌شود با سرعت هوا عبوری از کنار آن در تناسب است. مسلماً در صورتی که سرعت پروانه بالگرد صفر باشد، سرعت هوا عبوری از کنار آن نیز صفر خواهد بود درنتیجه نیروی برآر نیز صفر خواهد شد.

در طرف مقابل اگر پروانهٔ بالگرد یا هواگرد سریعتر از میزان خواسته شده بگردد، به آن پروانهٔ پیشرو گفته می‌شود که موجب برهم خوردن تعادل بالگرد می‌گردد. در این صورت چرخش از نیروی برآر به وجود می‌آید.

## جبران
در بیشتر بالگردها این نقص با شیوهٔ تغییر زاویهٔ حمله جبران می‌شود. برای نمونه اگر پروانه پیشرو باشد، تیغه‌های پروانه به سمت بالا گرایش پیدا می‌کنند تا به این شیوه میزان نیروی برآر عمداً کاهش پیدا کند. اگر پروانه پسرو باشد، تیغه‌های پروانه به پایین گرایش پیدا می‌کنند تا نیروی برآر تقویت شود.
امروزه که از پروانه‌های کاملاً محکم‌شده در بالگردهایی همانند بل-بوئینگ آسپری و سیکورسکی ریدر و بل والور استفاده می‌شود، برای جبران این شرایط ملخها را از جنس مواد خمش‌پذیر می‌سازند تا بسته به نیاز انعطاف‌پذیر باشند.
در هر صورت خلبان می‌تواند با استفاده از سکان سایکلیک بالگرد را تنظیم نماید و با شرایط ناهمسان در پروانه یا پروانه‌های بالگرد وفق دهد.